# Західно-Соснівське газоконденсатне родовище
Західно-Соснівське газоконденсатне родовище — належить до Машівсько-Шебелинського газоносного району Східного нафтогазоносного регіону України.

## Опис
Розташоване в Харківській області на відстані 10 км від м. Берестин.
Знаходиться в приосьовій зоні південно-східної частини Дніпровсько-Донецької западини в межах Соснівсько-Біляївського структурного валу.
Підняття виявлене в 1952-53 рр. У відкладах картамиської світи складка є симетричною брахіантикліналлю субширотного простягання з широким склепінням. Її розміри по ізогіпсі — 3500 м 8,0х4,0 м. Перший промисл. приплив газу отримано з пермських відкладів з інт. 3465-3738 м у 1966 р.
Поклад масивно-пластовий, склепінчастий, з складним контуром, зумовленим заміщенням пісковиків глинистими породами та сіллю.
Експлуатується з 1969 р. Режим покладу газоводонапірний. Запаси початкові видобувні категорій А+В+С1: газу — 5766 млн. м³; конденсату — 149 тис. т.